# Francesco Cattaneo (politico)
Francesco Cattaneo (Sarzana, 1799 – 26 dicembre 1873) è stato un politico italiano.

## Biografia
Fu Deputato del Regno di Sardegna nella IV e nella V legislatura, eletto nel collegio di Sarzana.